# Cratere Langley
Langley è un cratere lunare di 59,17 km situato nella parte nord-occidentale della faccia visibile della Luna.
Il cratere è dedicato al fisico statunitense Samuel Pierpont Langley.

## Crateri correlati
Alcuni crateri minori situati in prossimità di Langley sono convenzionalmente identificati, sulle mappe lunari, attraverso una lettera associata al nome.
| Langley | Coordinate            | Diametro (in km) |
| ------- | --------------------- | ---------------- |
| J       | 51°37′48″N 85°03′00″W | 20,78            |
| K       | 51°58′12″N 86°13′48″W | 18,67            |